# Долгоруков, Дмитрий Алексеевич
Князь Дми́трий Алексе́евич Долгору́ков († 7 ноября 1673 в Архангельске) — боярин, дворецкий, наместник и воевода во времена правления Михаила Фёдоровича и Алексея Михайловича. Рюрикович в XXIII колене, из княжеского рода Долгоруковы.
Сын воеводы, князя Алексея Григорьевича Долгорукова.
Имел братьев: боярина Юрия, окольничего Петра и сестру княжну Степаниду.

## Биография
Пожалован в стольники патриарха Филарета (29 марта 1630). Пожалован в царёвы стольники (14 апреля 1631). При приёме польского посла Александра Песочинского, за столом перед Государём «есть ставил» (21 марта 1635). На службе в Туле (1642). В 1646 году упоминается в качестве владельца села Ботова. На службе в Мценске в полку князя А. Н. Трубецкого, переведён в Ливны и Белгород (1646). За столом Государя должен был смотреть в кривой стол, но заместничал с князем П. С. Прозоровским и за это посажен в тюрьму (25 декабря 1646).
При крещении царевны Евдокии Алексеевны (1650), значился в чине стольника, а в день именин царицы Марии Ильиничны Милославской, пожалован в окольничие (01 апреля 1651). Отправлен в Валуйки для обмена пленными с крымскими татарами (03 сентября 1651). В месте с братом Юрием Алексеевичем местничал с Григорием и Степаном Гавриловичами Пушкиными (1651).
Окольничий, с 20 октября 1652 года переписывал и управлял поместными окладами боярских детей. Водил за повод осла на котором объезжал Москву новгородский митрополит Макарий (08 августа 1652).
В 1653 году назначен первым судьёй во Владимирскую и Галицкую четверти, а 22 сентября, во время визита царя в Троице-Сергиеву лавру, оставался «Москву ведать».
После начала русско-польской войны в 1654 году, вместе с государем, участвовал в походе на Литву, отличился при взятии Смоленска, где на приступе был воеводой с лестницей у башни Веселухи (16 августа 1654). Назначен на пост первого воеводы только, что завоёванного Полоцка (декабрь 1654—1657), куда отправился из Вязьмы. Ему удалось справиться со всеми трудностями управления городом и в 1656 году, во время визита Алексея Михайловича в Полоцк, за хорошую службу пожалованы: бархатная шуба, кубок и 70 рублей к окладу.
В 1658 году получил почётное звание Брянского наместника. Первый воеводой в Казани (1659—1662). Назначен воеводой в Новгород собирать ратных людей (07 мая 1663), однако по неизвестным причинам 30 июня отозван назад.
Участвовал вместе с князем Никитой Ивановичем Одоевским и и братом князем Юрием Алексеевичем в переговорах с польскими послами в Дуровичах, по заключению мира (1664). Первый судья в монастырском приказе (1667). Отправлен воеводой в Новгород (февраль 1668-апрель 1669).
Упоминается на свадьбе царя Алексея Михайловича с Натальей Кирилловной Нарышкиной находился «у саней царицы» (1671). Пожалован в бояре и дворецкие (19 марта 1671). Наместник Суздальский, участвовал в переговорах с польскими послами в Москве вместе со своим братом, князем Юрием Алексеевичем (декабрь 1671). Приехал воеводой на Двину (1673), где принимал активное участие в постройке нового гостиного двора в Архангельске и укреплении города (1673).
Владел поместьями в Московском уезде.
Умер († 07 ноября 1673) в Холмогорах, приняв перед смертью иночество с именем Софроний. Его тело было перевезено в Москву и похоронено в Богоявленском монастыре.

## Семья
Женат четыре раза (от первого брака — сын и дочь; второй и третий браки бесплодны; от четвёртого брака — сын):
- 1-я жена с ок. 1637 года Ирина Ильинична Милославская (ок. 1616—1645), дочь Ильи Даниловича Милославского, родная сестра царицы Марии Ильиничны Милославской. Погребена митрополитом Серапионом в церкви Святого Николая в Столпах.
- Дети:
  - Владимир Дмитриевич Долгоруков (1638—1701), стольник, окольничий, боярин и воевода.
  - Дарья Дмитриевна, с 1664 года жена левобережного гетмана Ивана Мартыновича Брюховецкого († 1668).
- 2-я жена княжна Анна Ивановна урождённая Засекина, дочь князя Ивана Петровича Засекина.
- 3-я жена Мария Ивановна урождённая Колтовская, дочь Ивана Степановича Колтовского.
- 4-я жена ок. 1654 года Прасковья Тимофеевна урождённая Исканская, дочь Тимофея Васильевича Исканского.
  - Сын: Иван Дмитриевич Долгоруков (ок. 1655—1691), комнатный стольник (1674).

Три жены погребены с мужем в Богоявленском монастыре.

## Критика
В Русском биографическом словаре говорится, что он в окольничии возведён (01 марта 1651), в день именин царицы, Марии Ильиничны, но праздник Марии Египетской празднуется (01 апреля) и потому в дворцовых разрядах указано верно. Также в данном словаре ошибочно указан день пожалования в бояре (15 августа), по дворцовым разрядам это произошло (19 марта 1671).
День смерти по послужному списку в Древней российской вивлиофике (7182 ноябрь 7), что соответствует (07 ноября 1673), в Русской родословной книге П. В. Долгорукова показано (07 ноября 1674). В Боярской книге показан год смерти (7181).
Генеалог Г. А. Власьев указывает, что смерть князя Дмитрия Алексеевича произошла в Холмогорах, так как в других источниках указан Архангельск, где он находился на воеводстве на Двине.